# Соната для фортепіано № 24 (Бетховен)
Соната для фортепіано № 24 Людвіга ван Бетховена фа-дієз мажор, op. 78, Написана в 1809 році. Присвячена графині Терезі фон Брунсвік. 
Складається з 2-х частин:
1. Adagio cantabile — Allegro ma non troppo
2. Allegro vivace